# Nitrato de etilamônio
Nitrato de etilamônio ou nitrato de etilamina é o sal de fórmula química C2H8N2O3 ou (C2H5)NH3+ NO3-.É um líquido inodoro e incolor podendo ficar amarelado, seu ponto de ebulição é 12 Cº. Este composto foi descrito por Paul Walden em 1914. Acredita-se ser o primeiro exemplo de líquido iônico à temperatura ambiente.

## Síntese e propriedades
Nitrato de etilamônio pode ser preparado pelo aquecimento de nitrato de etila em uma solução alcoólica de amônia, ou reagindo etilamina com ácido nítrico concentrado. Tem uma viscosidade relativamente baixa de 0,28 poise ou 0,028 Pa·s á temperatura de 25Cº e portanto uma alta condutividade elétrica. Seu ponto de ebulição é de 240Cº e decompõem-se à 250Cº.
O íon etilamônio tem 3 prótons facilmente separáveis, que são arranjados de forma tetraédrica junto ao radical etil no átomo central de nitrogênio, enquanto que a configuração do íon nitrato é planar. Apesar de diferenças estruturais, nitrato de etilamônio divide muitas propriedades com a água, tais como formação de micela, agregação de hidrocarbonetos, entalpia e entropia negativa de dissolução de gases e formação de ligações de hidrogênio.

## Aplicações
Nitrato de etilamônio é usado como um solvente condutor na eletroquímica e como um agente cristalizador de proteínas. Tem um efeito positivo no enovelamento da lisozima desnaturada, podendo ter até 90% de rendimento.o mecanismo do enovelamento pode ser explicado pelo seguinte:
o grupo etil do nitrato de etilamônio interage com a parte hidrofóbica, dessa forma protege a lisozima de associação intermolecular, enquanto que a parte ionizada do nitrato de etilamônio estabiliza interações eletrostáticas.